# Anmerkungen zu Hitler
Anmerkungen zu Hitler ist der Titel des 1978 erschienenen, erfolgreichsten Buches des Publizisten Sebastian Haffner (1907–1999). Das bewusst kurz und allgemeinverständlich gehaltene Werk soll Laien, vor allem Jugendliche, mit den wesentlichen Aspekten des Lebens und der Wirkung Adolf Hitlers vertraut machen.

## Entstehung
Im Jahr 1977 veröffentlichte der Pädagoge Dieter Boßmann das Buch Was ich über Adolf Hitler gehört habe. Es zitiert ausführlich aus Aufsätzen, die Schüler aller Schultypen über Hitler geschrieben hatten. Die Zitate offenbarten einen weitverbreiteten, eklatanten Mangel an Wissen über die Zeit des Nationalsozialismus, den NS-Staat und die Person Hitler, alles Themen, die in deutschen Schulen bis dahin meist nur am Rande behandelt wurden.  Das Magazin Der Spiegel widmete Boßmanns Buch sogar eine Titelgeschichte. Eine Schülerin reagierte darauf mit einem Leserbrief, in dem sie nach einer nicht allzu langen, leicht verständlichen Hitlerbiografie verlangte. Dies wiederum brachte den Verleger Helmut Kindler auf die Idee, Sebastian Haffner um solch ein Werk zu bitten, da er auf die Fähigkeit des Autors vertraute, auch komplexe historische Zusammenhänge leicht verständlich und gut lesbar darzustellen. Haffner sagte sofort zu, bekannte aber später, er habe das Buch „unter Qualen“ geschrieben.

## Titel und Inhalt
Haffner verstand sein nur 200 Seiten umfassendes Buch als Essay, als Sammlung von  Anmerkungen zu den weit umfangreicheren Werken, aus denen er geschöpft hatte. Dies war vor allem Joachim C. Fests Hitler. Eine Biographie, das wenige Jahre zuvor erschienen war. Zugleich kritisierte er aber auch einige von Fests Thesen. Anders als dieser und weitere Biografen schilderte Haffner den Lebensweg Hitlers nicht in chronologischer Folge, sondern versuchte, die Grundzüge dieses Lebens offenzulegen. Er stellt zunächst die Frage nach der Kluft zwischen Hitlers erster und zweiter Lebenshälfte und kommt zu dem Schluss, dass diese Kluft nur scheinbar existiert.

„Dreißig Jahre lang ein obskurer Versager, dann fast sofort eine politische Lokalgröße und am Ende der Mann, um den sich die ganze Weltgeschichte dreht. Wie reimt sich das zusammen? (...) Der Schnitt, der allerdings durch Hitlers Leben geht, ist kein Querschnitt, sondern ein Längsschnitt. Nicht Schwäche und Versagen bis 1919, Kraft und Leistung seit 1920. Sondern vorher wie nachher eine ungewöhnliche Intensität des politischen Lebens und Erlebens bei ungewöhnlicher Dürftigkeit des persönlichen.“

Die Konstellationen, die sich daraus für Hitlers Lebensweg ergeben, betrachtet Haffner in sieben Kapiteln, die sich jeweils mit einem bestimmten Aspekt befassen:
1. Leben enthält einen kurzen biografischen Abriss und stellt der ereignisreichen politischen Karriere das ärmliche Privatleben Hitlers gegenüber – ohne Bildung, Beruf, Liebe und Freundschaft, Ehe, Vaterschaft.
2. Leistungen macht anhand politischer und militärischer Leistungen, die aber durchweg nicht auf Bestand gerichtet waren, deutlich, warum viele Hitler bis in den Untergang folgten.
3. Erfolge beleuchtet Hitlers innen- und außenpolitische Erfolgsperiode zwischen 1930 und 1941, wobei deutlich herausgearbeitet wird, dass Erfolge fast immer nur dort eintraten, wo der Widerstand gering war: „Immer stürzte er nur das Fallende, tötete er nur das schon Sterbende“ – mit „der Witterung des Geiers“.
4. Irrtümer behandelt das „krude, realitätsfremde und in sich widersprüchliche Programm“ des Nationalsozialismus mit seinen völkischen und antisemitischen Elementen.
5. Fehler geht auf die sich aus den starren Ansichten ergebenden Fehleinschätzungen Hitlers politischer, militärischer und geostrategischer Art ein, die seine widersprüchlichen Ziele – „die Herrschaft Deutschlands über Europa und die Ausrottung der Juden“ – untermauern.
6. Verbrechen beschäftigt sich mit den von Hitler besonders ab 1941 veranlassten Massenmorden an Kranken, Sinti und Roma, Polen, Russen und Juden und dem Unterschied zu klassischen Kriegsverbrechen.
7. Verrat verdeutlicht, dass das deutsche Volk nur Machtmittel zum Vernichtungszweck Hitlers war und von ihm ab der 2. Jahreshälfte 1944 mit Hilfe verschiedener Maßnahmen (Endkampf statt Abbruch des Krieges, Ardennenoffensive und Anordnung zur totalen Zerstörung der Lebensgrundlagen) in den Untergang getrieben werden sollte.

## Hitlers Programmatik
Hitler verfolgte zwei verschiedene Ziele, die er sich beide in den 1920er Jahren zurechtlegte. a) Den Antisemitismus, womit er die physische Vernichtung der Juden in seinem Machtbereich meinte und b) die Schaffung eines Großdeutschlands (Vereinigung von Deutschland und Österreich), das dann Frankreich und Russland niederwirft.

### Antisemitismus
Hitler verstand Antisemitismus immer als die physische Vernichtung der Juden, niemals nur als Vertreibung. Mit dieser Art Antisemitismus („eleminatorischer Antisemitismus“) stand er ziemlich allein auf weiter Flur. Es hatte zu allen Zeiten Ressentiments gegen Juden in vielen Ländern gegeben: Pogrome in Osteuropa (z. B. im zaristischen Russland), religiösen Antisemitismus („die Juden haben Jesus umgebracht“) und sozialen Antisemitismus (Juden als Geldwechsler oder begabte Ärzte und Wissenschaftler (Albert Einstein) rufen Neid und Habgier hervor). Haffner schreibt: „Was Hitler sogar bei den Antisemiten aller Länder mit seiner spezifischen Art von mörderischem Judenwahn und Judenhass hervorrief, war zunächst, solange er [Hitler] ihn nur verbal austobte, Kopfschütteln; und später, als er [Hitler] zur Tat schritt, vielfach Entsetzen.“ (S. 108) Entsetzen vor dem, was Hitler von 1942 bis 1944 dann tatsächlich durchführte: Die physische Vernichtung des jüdischen Volkes in Mittel- und Osteuropa in Vernichtungslagern (Auschwitz, Treblinka, Maidanek (Lublin), Chelmno (Kulmhof), Sobibor, Belzec). Hitlers Verständnis von Antisemitismus verortet Haffner denn auch eher in die Kategorie eines Massenmörders (S. 142) und Geisteskranken („paranoider Irrsinn“, S. 111). Haffner sieht Hitler auf einer Stufe mit dem Mörder Fritz Haarmann (1879–1925), nur dass Hitler fabrikmäßig mordete und nicht „per Hand“ (Haarmann tötete 20 Menschen, Hitler Millionen).

### Weltreich
Haffner stellt fest, dass Hitler durchaus ein rational denkender Mensch war (er war vielleicht ein Neurotiker, aber bestimmt kein Psychotiker, der nur Wortsalat redete). Man dürfe nicht den Fehler begehen, alles, was Hitler sagte und dachte, in Bausch und Bogen abzulehnen, nur deshalb, weil Hitler es sagte und dachte (S. 91; vgl. hierzu auch Reductio ad Hitlerum). Das gelte für Hitlers Bestreben, ein (deutsch dominiertes) Weltreich zu erschaffen, das dann später einmal mit guten Erfolgsaussichten um die Weltherrschaft mit den USA und (damals) Japan hätte ringen können.
Nun spreche es für die Leistungsfähigkeit Hitlers, wenn er dem selbstgesteckten Ziel einer deutschen Weltherrschaft im Herbst 1938 und Sommer 1940 sehr nahekam. Im Herbst 1938 hatte es Hitler geschafft, sich im Münchener Abkommen das Einverständnis von England und Frankreich zu holen, Osteuropa, d. h. im Wesentlichen die seit dem Ende des Ersten Weltkrieges unabhängig von Österreich gewordenen Staaten zu beherrschen (Tschechoslowakei, Jugoslawien, Polen, Ungarn, Rumänien). Aber Hitler hat das Münchener Abkommen nicht als den Erfolg begrüßt, der er unter normalen Umständen gewesen wäre („normal“ in dem Sinn, wenn der Reichskanzler nicht Hitler geheißen hätte, sondern Bismarck). Hitler hat das Münchener Abkommen als Niederlage betrachtet, da er schon 1938 Krieg wollte – aber nicht bekam –, von Hitler in den Bormann-Diktaten vom Februar 1945 freimütig bekannt. Und auch im Sommer 1940, nach dem Sieg über Frankreich, als Hitler dann ganz Kontinentaleuropa beherrschte, war aus seiner Sicht noch immer nicht alles für ihn Erreichbare erreicht. Hitler sah den Sieg über Frankreich nur als Vorbereitung für den eigentlichen, von ihm schon immer geplanten und gewünschten Krieg gegen Russland, den er dann auch am 22. Juni 1941 begann. Dass Hitler mit dem Angriff auf Russland den Zenit seiner Erfolgskurve überschritten hatte, wurde ihm bewusst, als Russland Anfang Dezember 1941 die deutsche Offensive vor Moskau stoppte und zur Gegenoffensive überging. Das Kriegstagebuch des Wehrmachtführungsstabes vermerkt am 6. Dezember 1941: „Als die Katastrophe des Winters 1941/42 hereinbrach, wurde dem Führer … klar, daß von diesem Kulminationspunkt … an kein Sieg mehr errungen werden konnte.“

## Übersetzungen und Ehrungen
Das Buch wurde auf Englisch herausgegeben unter dem Titel The Meaning of Hitler, übersetzt von Ewald Oser und auf Niederländisch unter dem Titel Kanttekeningen bij Hitler, übersetzt von Max de Metz (1978) und Ruud van der Helm (2002), mit einem Nachwort von Frits Boterman. Die französische Ausgabe, Un certain Adolf Hitler, erschien 1979.
Sebastian Haffner wurde für dieses Buch mit dem Heinrich-Heine-Preis der Stadt Düsseldorf und dem Friedrich-Schiedel-Literaturpreis ausgezeichnet.

## Ausgaben

### Erstausgabe
- Kindler Verlag, München 1978. (43 Wochen lang in den Jahren 1978 und 1979 auf dem Platz 1 der Spiegel-Bestsellerliste)

### Aktuelle Ausgaben
- Kindler, München 4. Auflage 2003 (mit einem Vorwort von Guido Knopp), ISBN 3-463-40352-8.
- Fischer Taschenbuch, Frankfurt am Main 1981, (27. Auflage 2008), ISBN 978-3-596-23489-9.

### Hörbuchausgabe
- Der Audio Verlag, Berlin 2001, ISBN 3-89813-164-5 (4 CDs, gelesen von Sebastian Haffner).